# Robert M. Carter
Robert Merlin Carter, conosciuto come Bob Carter (Reading, 9 marzo 1942 – Townsville, 19 gennaio 2016), è stato un geologo e paleontologo britannico naturalizzato australiano.
È stato uno dei principali scienziati negazionisti nei confronti del riscaldamento globale. 

## Biografia
Nato in Inghilterra, Carter si è trasferito al seguito della famiglia in Nuova Zelanda nel 1956 e ha frequentato il Lindisfarne College ad Hastings. Dopo gli studi scolastici si è iscritto all'Università di Otago, dove ha conseguito il Bachelor of Science in geologia nel 1963, poi ha cominciato a lavorare nella stessa università come assistente lettore in geologia. Successivamente è ritornato in Inghilterra per completare i suoi studi e nel 1968 ha conseguito il Ph.D in paleontologia. Tornato all'Università di Otago, è stato promosso lettore anziano. Nel 1981 è diventato professore all'Università James Cook in Australia, assumendo nella stessa università anche l'incarico di direttore del Dipartimento di geologia e poi di preside della Scuola di Scienze della Terra fino al 1999. Successivamente ha lavorato come professore di ricerca al Laboratorio di geofisica marina dell'Università James Cook fino al 2005 (dopo il 2002 come professore aggiunto). Dal 2001 al 2005 è stato anche professore invitato di geologia e geofisica all'Università di Adelaide. Dopo il suo pensionamento nel 2002, Carter ha mantenuto lo status di professore aggiunto all'Università James Cook fino al gennaio 2013, quando la sua posizione non è stata rinnovata. Carter è stato anche presidente del Comitato di disciplina delle Scienze della terra dell'Australian Research Council e direttore dell’ufficio australiano dell'Ocean Drilling Program.
Durante la sua attività, Carter si è occupato di studi riguardanti la paleontologia, la paleoecologia, la stratigrafia sequenziale, la sedimentologia, la geologia della Nuova Zelanda e dell’Oceano Pacifico, la Grande barriera corallina, la geologia del periodo Quaternario, il livello del mare e il riscaldamento globale, su cui ha assunto una posizione scettica sul contributo dei gas serra di origine antropica. Carter ha pubblicato più di cento articoli su riviste scientifiche e divulgative e alcuni libri come autore o coautore.

## Posizione sul riscaldamento globale
Carter era critico verso le posizioni dell'IPCC e riteneva ingiustificate le preoccupazioni sul riscaldamento globale causato dalle azioni umane. Faceva parte del comitato di ricerca dell'Institute of Public Affairs, un centro studi di orientamento conservatore sostenitore delle politiche di libero mercato che promuove la negazione del cambiamento climatico. Carter ha pubblicato diversi articoli sul cambiamento climatico non su riviste scientifiche, ma su riviste di economia. La posizione di Carter sul riscaldamento globale è stata criticata da altri scienziati australiani come il meteorologo David Karoly e il biologo Ove Hoegh-Guldberg, studioso delle barriere coralline. Nel 2007 Wendy Frey, una giornalista del The Sydney Morning Herald esperta di problemi ambientali, ha dichiarato che Carter sembra godere di poca considerazione nella comunità scientifica australiana della scienza del clima.

## Articoli principali
- Carter, Robert M. (1998). Two models: global sea-level change and sequence stratigraphic architecture. Sedimentary Geology. 122 (1–4): 23–36.
- Carter, Robert M. (2004). New Zealand Maritime Glaciation: Millennial-Scale Southern Climate Change Since 3.9 Ma. Science. 304 (5677): 1659–1662.
- Carter, Robert M. (2005). A New Zealand climatic template back to c. 3.9 Ma: ODP Site 1119, Canterbury Bight, south‐west Pacific Ocean, and its relationship to onland successions. Journal of the Royal Society of New Zealand. 35 (1–2): 9–42.
- Carter, Robert M.; de Freitas, Chris; Goklany, Indur M.; Holland, David; Lindzen, Richard S. (2007). Climate Science and the Stern Review. World Economics. 8 (2): 161–182.
- Carter, Robert M. (2008). Knock, Knock: Where is the Evidence for Dangerous Human-Caused Global Warming?. Economic Analysis and Policy. 38 (2): 177–202.
- McLean, J. D.; de Freitas, C. R.; Carter, R. M. (2009). Influence of the Southern Oscillation on tropospheric temperature. Journal of Geophysical Research. 114 (D14): D14104.
- Land, Marissa; Wust, Raphael A.J.; Robert, Christian; Carter, Robert M. (2010). Plio-Pleistocene paleoclimate in the Southwest Pacific as reflected in clay mineralogy and particle size at ODP Site 1119, SE New Zealand. Marine Geology. 274 (1–4): 165–176.

## Libri
- Robert M. Carter. Climate: The Counter Consensus, Stacey International, 2010
- Robert M. Carter, Fred Singer, Craig D. Idso. Climate Change Reconsidered, Heartland Institute, 2011
- Robert M. Carter, Fred Singer, Sherwood B. Idso. Climate Change Reconsidered II, Heartland Institute, 2014